# 삼광초등학교
삼광초등학교는 대한민국 부산광역시 강서구 강동동에 있었던 공립 초등학교이다.

## 학교 연혁
- 1934년 3월 1일 가락공립보통학교 부설 제도간이학교 설립인가
- 1943년 7월 19일 가락공립국민학교 제도분교장 승격
- 1946년 8월 31일 가락삼광공립국민학교 승격
- 1980년 6월 1일 삼광국민학교 개칭
- 1996년 3월 1일 삼광초등학교 개칭
- 2006년 9월 1일 제25대 박양욱 교장 부임
- 2007년 2월 28일 과학실 리모델링
- 2008년 9월 1일 제26대 하문석 교장 부임
- 2008년 11월 30일 방송실 리모델링
- 2009년 2월 21일 제61회 졸업(졸업생 12명/누계3,838명)
- 2009년 3월 1일 7학급 편성(특수학급 1학급 포함)
- 2009년 3월 10일 꿈이 움트는 곳(독서공원), 비오톱(연못) 조성
- 2009년 3월 30일 영어체험실 개관
- 2010년 2월 20일 제62회 졸업(졸업생 7명/누계3,847명)
- 2010년 3월 1일 7학급 편성(특수학급 1학급 포함)
- 2010년 9월 1일 제27대 안명조 교장 부임
- 2011년 2월 18일 제63회 졸업(졸업생 12명,누계 3,859명)
- 2011년 3월 2일 6학급 편성(특수학급 1학급 포함)
- 2012년 2월 15일 제64회 졸업(졸업생 9명, 누계 3,868명)
- 2012년 3월 2일 4학급 편성(1.2학년 합반,3.4학년 합반,5학년,6학년)
- 2012년 9월 1일 제28대 허동길 교장 부임
- 2014년 2월 17일 제66회 졸업식(5명, 누계 3877명)
- 2014년 3월 20일 운동장 놀이터 준공
- 2014년 5월 2일 삼광갤러리 설치
- 2014년 9월 1일 제29대 정창호 교장 부임
- 2017년 2월 28일 폐교[1]
- 2026년 3월 에코델타시티 완공에 따라 복교 예정

## 참고 자료
- 삼광초등학교 - 한국교육학술정보원 학교알리미